# Zeenia Roy
Zeenia Roy es una cantante de playback de la India, intérprete de películas de Bollywood y Tollywood. Fue galardonada con el Premio "Mirchi Music" en 2012 y desde entonces ha sido considerada como una de las voces preferidas dentro de la industria del cine bengalí. Sus últimos discos de películas, incluyen temas musicales como C/O Sir, Doshomi, Mukti, Balukabela.com entre otros. Zeenia también ha trabajado como productora en la industria de la televisión bengalí. Ha interpretado numerosos temas musicales para bandas sonoras, para diferentes series de televisión.

## Carrera
Zeenia ha incursionado en la música, interpretando temas musicales para películas como "Me llamo Khan" de Karan Johar, "Saawariya" de Sanjay Leela Bansali y "Don 2" de Farhan Akhtar. Aparte de eso, ella también ha interpretado otros temas musicales de género playback en la película "Telugu Manasu Mata Viradu" y para varios cantos devocionales como los bhajans religiosos. Zeenia era antes una cantante regular y cantaba en un templo llamado "Ganpati Siddhivinayak" en Bombay.

## Giras
Zeenia se presentó en el emblemático "Jai Ho: The Journey Home", un concierto organizado junto a otros famosos cantantes como Hariharan, A.R. Rahman y Benny Dayal. El concierto fue un gran éxito y allanó el camino para muchos programas internacionales, en la que Zeenia fue reconocida con un título como mejor intérprete femenina, así como el reconocimiento por diferentes compañías musicales.

## Vida privada
Zeenia está casada con el director de música, Raja Narayan Deb. Criada en Jamshedpur, Bombay, Zeenia estudió allí y después vivió en Bombay hasta su matrimonio a finales del 2012.